# Robert Maschio
Robert Maschio (Nueva York, 25 de agosto de 1966) es un actor y escritor estadounidense. Es conocido por su papel del Dr. Todd Quinlan en la serie estadounidense Scrubs.

## Primeros años
Criado en una familia de artistas, Robert Maschio al principio quería ser abogado, pero más tarde se licenció en la Universidad de Columbia en la carrera de teatro musical. También realizó durante dos años estudios de actuación profesional.

## Carrera
Maschio tuvo sus primeras apariciones en varios programas de televisión como Bram & Alice, y finalmente su carrera se lanzó con el papel de un cirujano hipersexual, en la comedia televisiva de Bill Lawrence, Scrubs, interpretando el recurrente papel de "Dr. Todd 'El Todd' Quinlan". Maschio a su vez fue el invitado especial en otra producción de Lawrence , Spin City, en 1996, e interpretó a un miembro del jurado en Veronica Mars en 2005. En 2006 representó al violador Louis Browning, en la longeva telenovela norteamericana As the World Turns. En 2011 encarnó el papel de Goldman en la película de comedia francesa Hollywoo.

## Filmografía seleccionada
| Espectáculo        | Año         | Carácter                                                               | Notas                                                    |
| ------------------ | ----------- | ---------------------------------------------------------------------- | -------------------------------------------------------- |
| Spin City          | 1996 y 2001 | Agente Carney                                                          | Episodios: "El perfecto Dorm" y "Tarde del Día del Perro |
| Cuts               | 2005        | Tommy                                                                  | El episodio "Analiza Qué"                                |
| Veronica Mars      | 2005        | Madison Harwell                                                        | Episodio "Una Veronica Enojada"                          |
| As the World Turns | 2066        | Louis Browning                                                         | 16 episodios                                             |
| Scrubs             | 2001–2010   | Dr. Todd 'El Todd' Quinlan                                             | 156 episodios.                                           |
| Hollywoo           | 2011        | Goldman                                                                | Comedia de lengua francesa                               |
| Cougar Town        | 2012        | Cameo no acreditado: Limpiador de piscinas/ Dr. Todd 'El Todd' Quinlan | Episodio "Una Una Ciudad de Historia"                    |
| Men at Work        | 2013        | Dr. Fleming, Hospital ER Doctor                                        | Episodio: El tío Gibbs                                   |